# Edviges de Kalisz
Edviges de Kalisz ou Edviges da Grande Polônia (1266 — 10 de dezembro de 1339) foi rainha consorte da Polônia pelo seu casamento com Vladislau I da Polônia. Foi regente do ducado de Stary Sącz de 1334 a 1339. 

## Família
Edviges foi a segunda filha e criança nascida de Boleslau, o Piedoso, duque da Grande Polônia e da princesa húngara, a Santa Iolanda da Polônia. Os seus avós paternos eram Ladislau Odonico, duque de Kalisz e Edviges. Os seus avós maternos eram o rei Bela IV da Hungria e Maria Lascarina.
Ela teve duas irmãos: Isabel, esposa do duque Henrique V de Legnica, e Ana, uma freira em Gniezno.

## Biografia
O duque Vladislau, filho de Casimiro I da Cujávia e de Eufrosina de Opole, arranjou o seu casamento com Edviges como uma maneira de fortalecer o seu relacionamento com o primo dela, Premislau II da Polônia, diante da ameaça representada pelo seu rival, o rei Venceslau II da Boêmia. Eles se casaram em janeiro de 1293. 

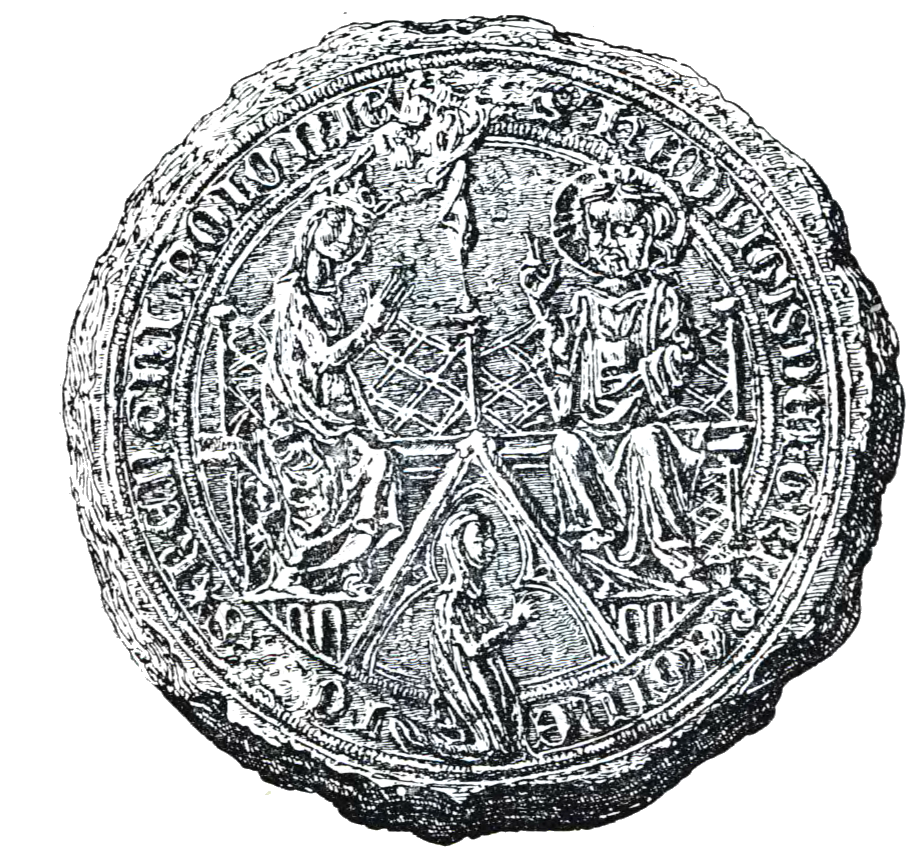
Selo da rainha de 1332.

O casal foi coroado rei e rainha da Polônia no dia 30 de janeiro de 1320, na Cracóvia. Para a ocasião foi feita uma nova coroa para Edviges, subsequentemente usada para a coroação de outras rainhas. Ela foi conhecida como uma rainha influente nos assuntos de estado.
O casal teve seis filhos, três meninos e três meninas. Vladislau faleceu no dia 2 de março de 1333.
Em 1334, ela assumiu a regência de Stary Sącz quando sua neta, Constança de Świdnica, renunciou e tornou-se uma freira. 
Edviges faleceu no dia 10 de dezembro de 1339, com cerca de 73 anos de idade.

## Descendência
- Estefano da Polônia (após 1296 - 1306);
- Ladislau da Polônia (m. 1311/12);
- Cunegundes da Polônia (antes de 1289 - 9 de abril de 1331), primeiro foi esposa do duque Bernardo de Świdnica, com quem teve cinco filhos, e depois foi casada com o duque Rodolfo I de Saxe-Wittenberg, com quem teve um filho;
- Isabel da Polônia (1305 - 29 de dezembro de 1380), foi casada com o rei Carlos I da Hungria, com quem teve sete filhos;
- Edviges da Polônia (m. 3 de junho de 1320/22);
- Casimiro III da Polônia (30 de abril de 1310 – 5 de novembro de 1370), sucessor do pai. Foi casado quatro vezes, e teve descendência.

## Na cultura popular
Ela aparece como uma personagem na série Korona królów, sendo interpretada por Halina Łabonarska.